# Vendenesse-sur-Arroux
Vendenesse-sur-Arroux ist eine französische Gemeinde mit 557 Einwohnern (Stand: 1. Januar 2022) im Département Saône-et-Loire in der Region Bourgogne-Franche-Comté. Sie gehört zum Arrondissement Charolles und zum Kanton Gueugnon. Die Einwohner werden Vendenssois genannt.

## Geographie
Vendenesse-sur-Arroux liegt etwa 65 Kilometer ostnordöstlich von Moulins. Nachbargemeinden von Vendenesse-sur-Arroux sind Uxeau im Norden, Toulon-sur-Arroux im Nordosten, Marly-sur-Arroux im Osten und Südosten, Gueugnon im Süden sowie La Chapelle-au-Mans im Westen.

## Bevölkerungsentwicklung
| Jahr                      | 1962 | 1968 | 1975 | 1982 | 1990 | 1999 | 2006 | 2011 | 2016 |
| Einwohner                 | 477  | 487  | 478  | 562  | 594  | 590  | 614  | 593  | 577  |
| Quelle: Cassini und INSEE |      |      |      |      |      |      |      |      |      |

## Sehenswürdigkeiten

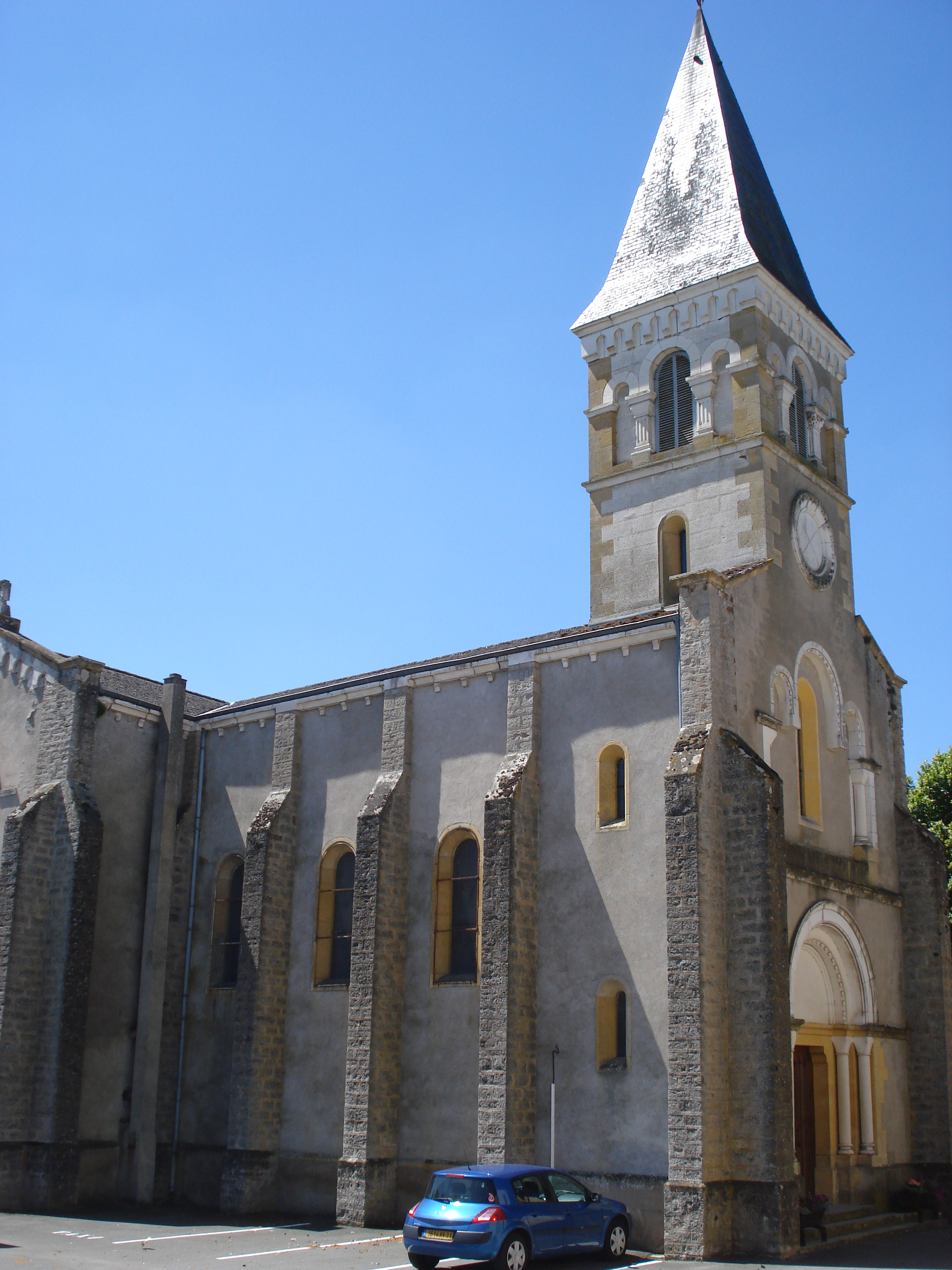
Kirche Le Sacré-Cœur

- Kirche Le Sacré-Cœur